# Wilhelm Lotze (Historiker)

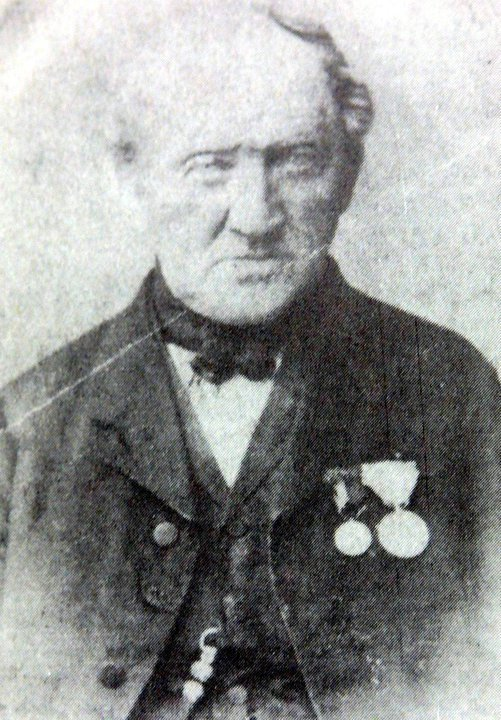
Georg August Wilhelm Lotze

Georg August Wilhelm Lotze (* 8. März 1800 in Hannoversch Münden; † 26. Januar 1879 ebenda) war ein deutscher Fleischer, Wirt, Gildemeister und Historiker.

## Leben und Werk
Lotze war Sohn des Metzgers, Gildemeisters und Großbürgers Johann August Wilhelm Lotze und der Regine Gertrude Voigt aus Münden. Das Haus, in dem er das Licht der Welt erblickte, trägt die Jahreszahl 1648 und befindet sich in der Lotzestraße. Im Lotzehaus wurde die Schlachterei betrieben. Hökerstraße hieß sie, als ein Lotze hier das Geschäft gründete, später Rathausstraße, seit 1936 Lotzestraße. Nebenbei beschäftigte sich Wilhelm Lotze schon früh mit Literatur und Gelegenheitsgedichten, die in Lokalblättern, zunächst unter dem Namen „Hermann Liederring“, gedruckt wurden.
Wilhelm Lotze hatte sieben Geschwister und einen Halbbruder. Einer der drei Brüder, die in die USA auswanderten, Adolf Christian Alhard Lotze, in Amerika „Adolphus Lotze“ genannt, wurde als Pionier des Ofengeschäfts bzw. der Fabrikation von Luftheizungsapparaten bekannt.
Am 24. Juni 1836 heiratete Wilhelm Lotze die ebenfalls aus Münden stammende Wilhelmine Elise Becker, Tochter des Gildemeisters, Leinewebers und Kirchenvorstehers Georg Heinrich Becker und der Rosine Regine Hartwick. Zusammen hatten sie neun Kinder. Seine Töchter verließen Hann. Münden. Sein Sohn Gustav, geboren 1837, blieb im Lotzehaus. In Gimte bei Hann. Münden leben heute noch direkte Nachfahren seines Sohnes Heinrich, geboren 1884.
Heinrichs älterer Bruder, ebenfalls Gustav genannt, geboren 1875, ging nach Bremen. Er heiratete dort die Bremerin Sophie Zirus Tochter des Heinrich Cyrus / Zirus und Sophie Meyer und betrieb dort mit ihr zwei Hotels.
Wilhelm Lotze überließ sein Geschäft später seinem erwachsenen Sohn und widmete sich der Geschichte seiner Heimat Münden. Er durchforschte Archive, Registraturen und Bibliotheken. Die Hauptfrucht seiner Arbeiten war die 1878 erschienene „Geschichte der Stadt Münden und Umgegend, mit besonderer Hervorhebung der Begebenheiten des Dreißig- und des Siebenjährigen Krieges“.
Wilhelm Lotze engagierte sich auch in der Politik, war Bürgerdeputierter und Kirchenvorsteher der St. Blasius-Kirche. Er war Mitglied des historischen Vereins in Hannover und des hessischen in Kassel. Zu seinen Freunden zählten die Direktoren der Kasseler Bibliothek, Dr. C. Bernhardi, und des Staatsarchivs Hannover, Geh. Archivrat Karl Ludwig Grotefend, die ihn bei seinen Studien und Arbeiten ermunterten und halfen, ebenso wie Oberhofmarschall Dr. Carl Ernst von Malortie, der unter vielen historischen Arbeiten auch eine über das Welfenschloss Münden hinterließ.

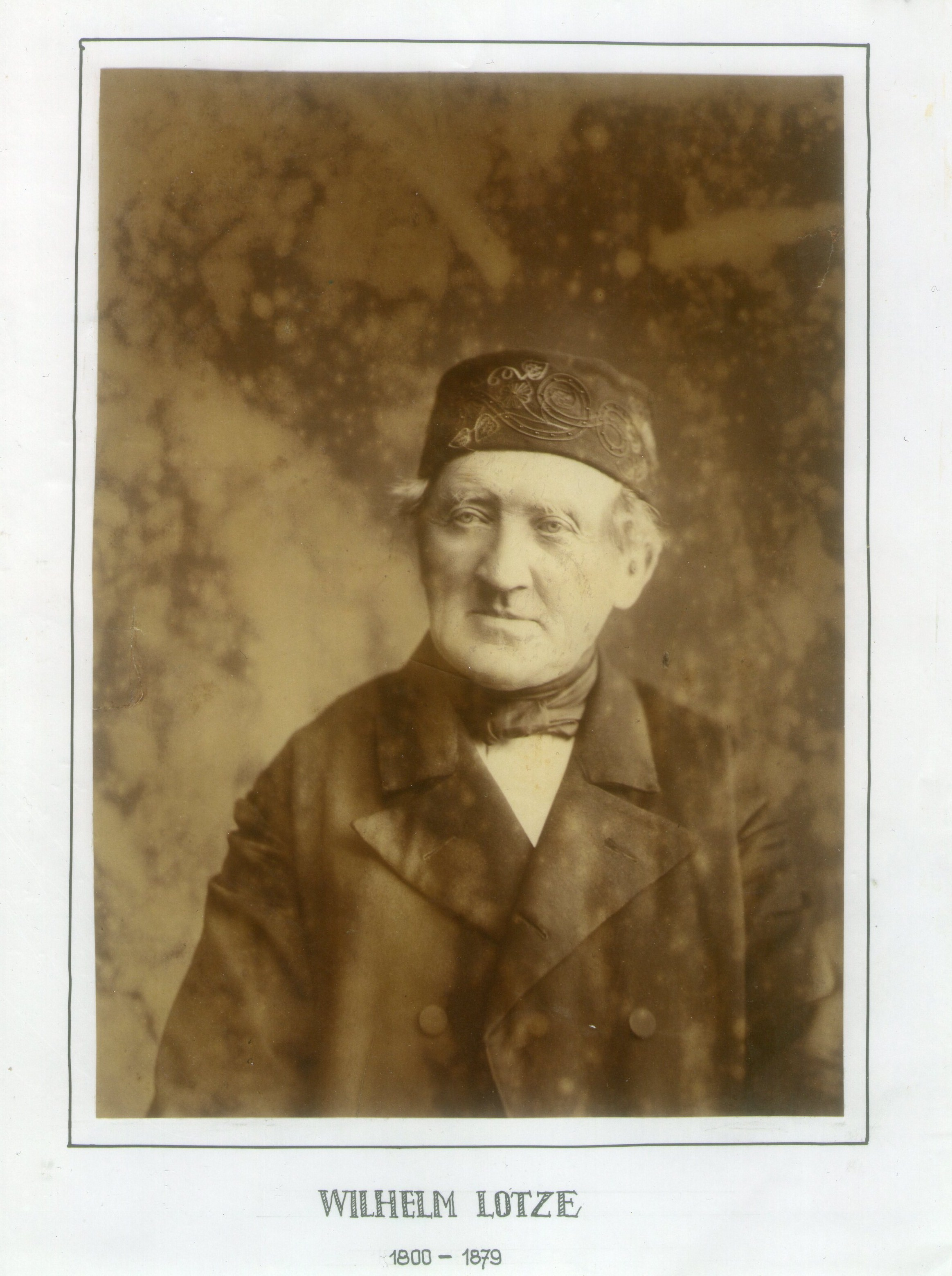
Porträt Georg August Wilhelm Lotze

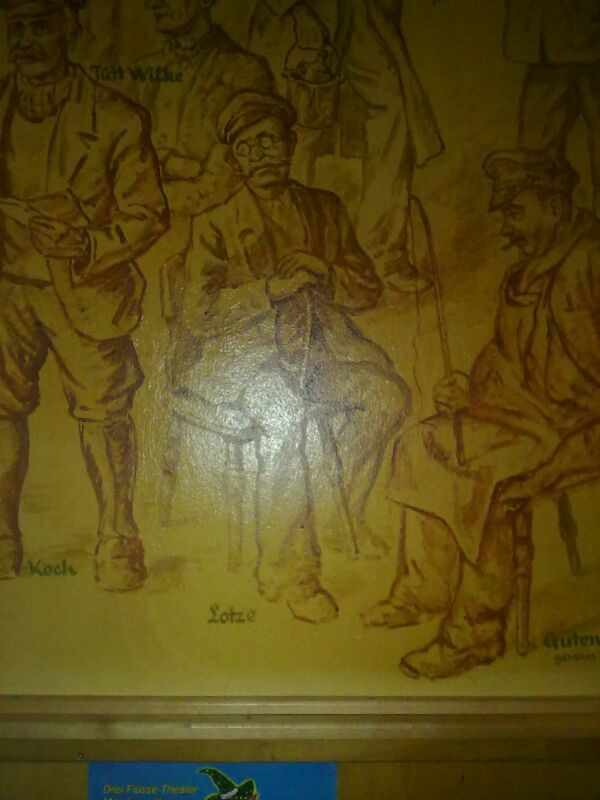
Wandzeichnung mit Wilhelm Lotze in der Weinhandlung Louis Winkelmann in Hann. Münden

## Veröffentlichungen
- 1827: Neues väterliches Archiv, 2. und 3. Heft.
- 1828: Blütenkranz vermischter Geschichten und Aufsätze, geflochten von W.L.
- 1830: Goldkörner, Eine Sammlung kurzer Verse und Kernsprüche
- 1865: Geschichte der Kirchenvisitationen
- 1866: Geschichte des Kaufunger Waldes
- 1868: Geschichte der Orgel in der St. Blasiuskirche
- 1874: Münden unter französischer Herrschaft
- 1877: Geschichte der St. Blasii-Kirche zu Münden
- 1878: 
  - Geschichte der Stadt Münden und Umgegend, mit besonderer Hervorhebung der Begebenheiten des Dreißig- und des Siebenjährigen Krieges; Digitalisat der Staatsbibliothek Berlin (SBB)
  - Geschichte der Stadt Dransfeld nebst der launigen Historie von den Hasenmelkers un Asinusfräters, Münden: in Kommission bei H. Augustin in Münden und R. Deuerlich in Göttingen, Buchdruckerei von Wilhelm Klugkist; Digitalisat der SBB
- Blumen aus Mündens (schönen) Thale, Band 4, 7, 8, 10 und 11.
- Talisman für die Langeweile
- Kurz vor seinem Tode wurde noch der Druck einer Geschichte der benachbarten Stadt Dransfeld vollendet.

Der berühmte Bildhauer Gustav Eberlein, der ebenfalls zu den großen Söhnen dieser Region zählt, schuf eine Büste des Wilhelm Lotze für das Museum. Die Büste befindet sich zurzeit in der oberen Rathaushalle Mündens.

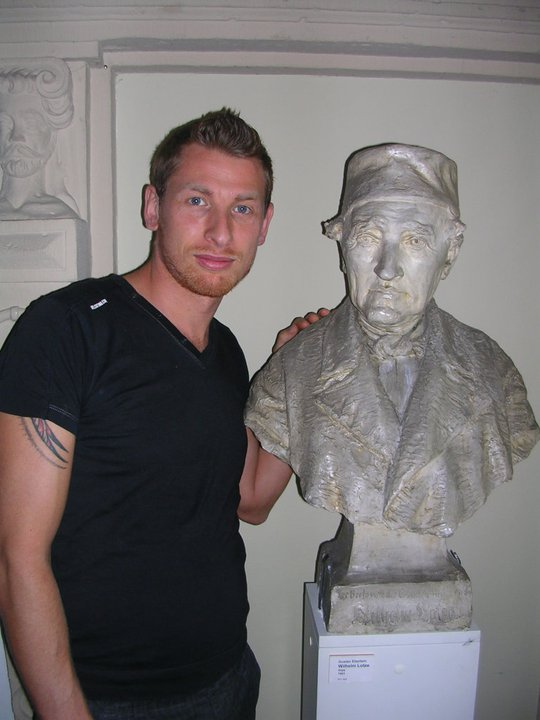
Büste Lotzes in der Rathaushalle von Hann. Münden
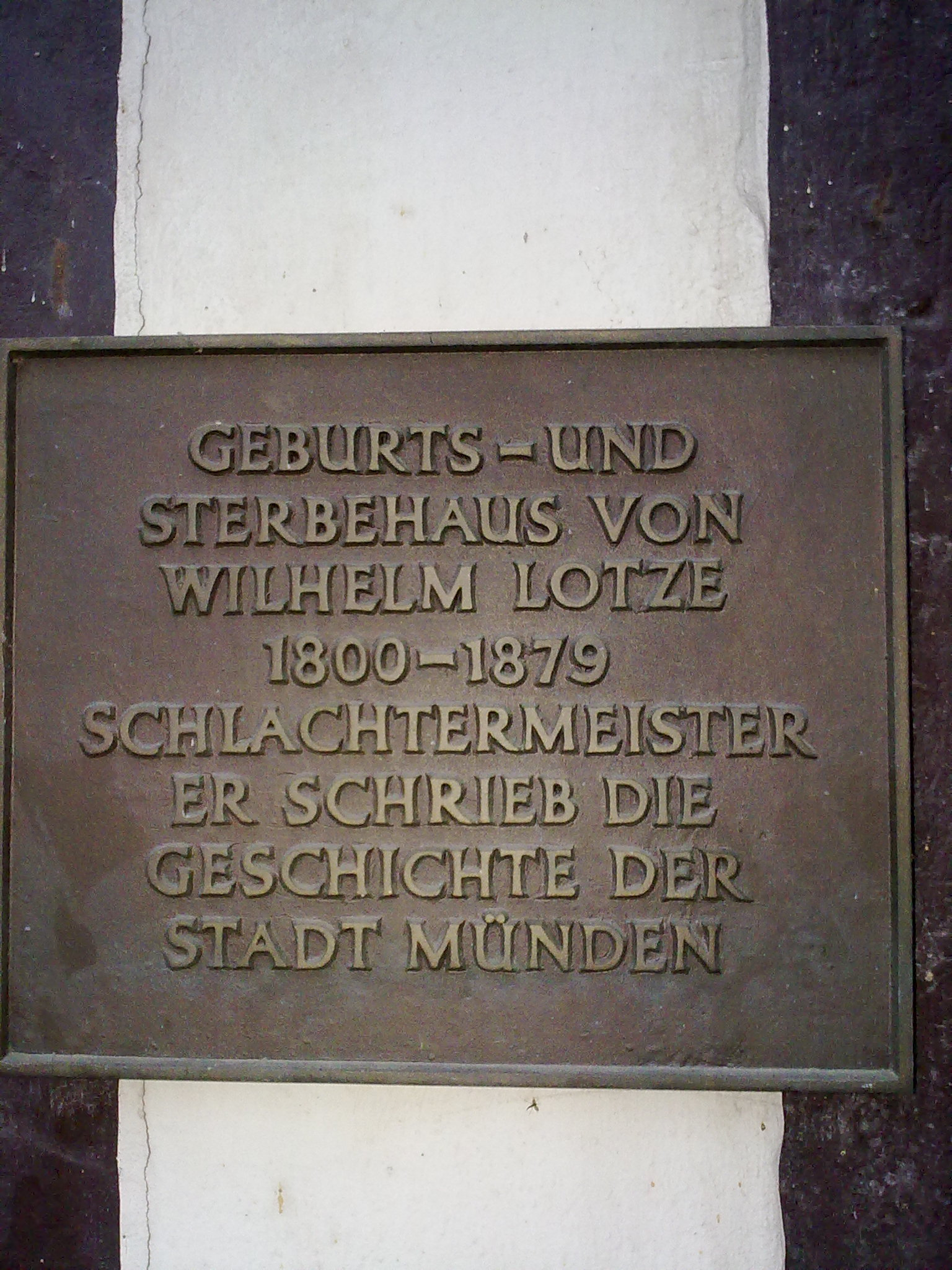
Gedenktafel am Lotzehaus
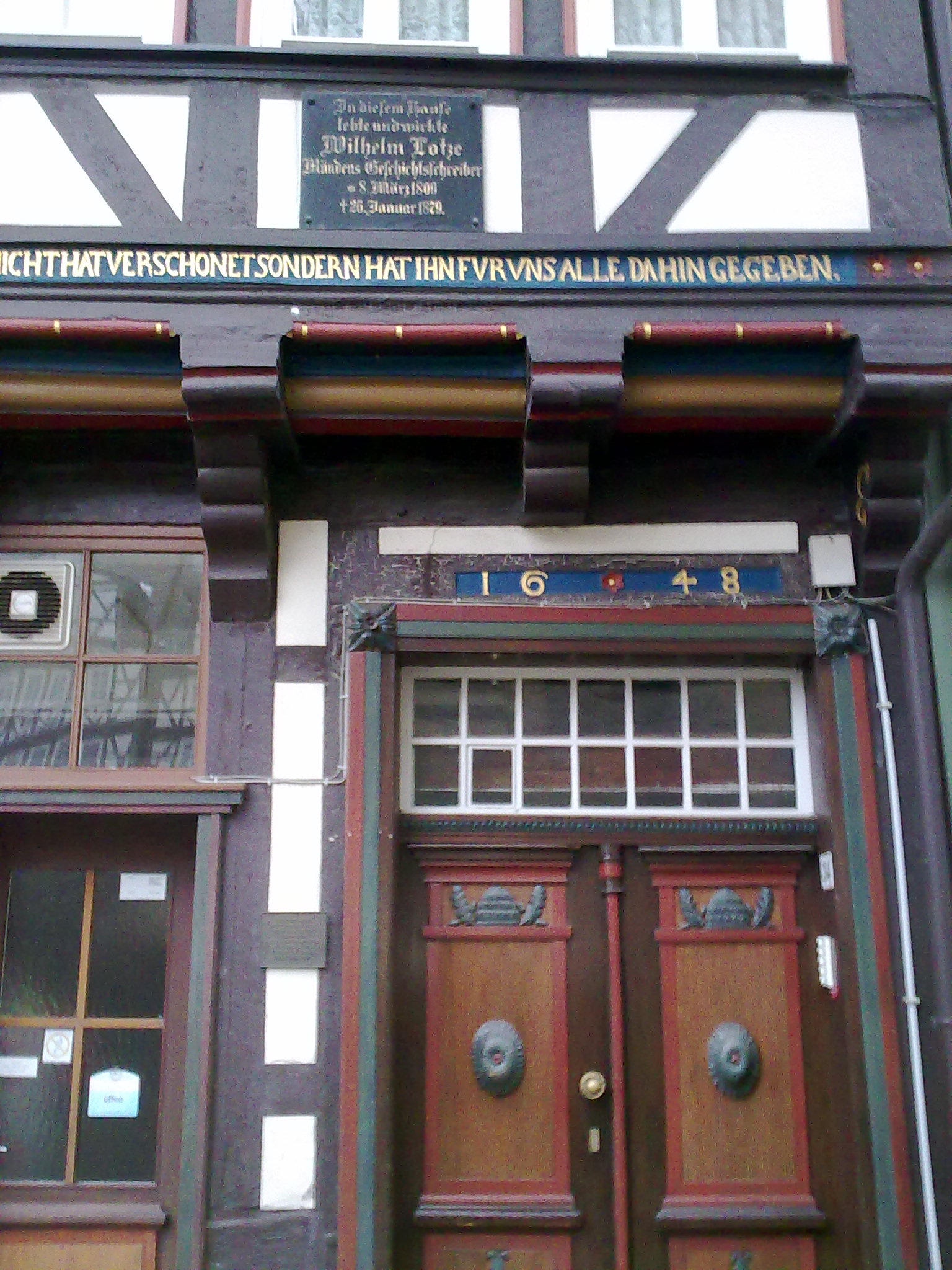
Das Lotzehaus (mit Jahreszahl 1648)